# Romy Vreden
Romy Vreden (* 1994 in Rotterdam) ist eine niederländische  Schauspielerin. Sie studierte von 2010 bis 2014 Musiktheater und von 2015 bis 2019 Schauspiel an der Academy of Theatre and Dance in Amsterdam. Seit der Spielzeit 2019/2020 ist sie Ensemblemitglied am Schauspielhaus Bochum, seit 2021 auch Fernsehschauspielerin.

## Leben
Romy Vreden schloss 2019 das Studium an der Academy of Theatre and Dance in Amsterdam ab.
Im Jahr 2018 spielte sie mit in KIDS, einer Koproduktion der Toneelgroep Oostpool und des Theaters Sonnevanck. Sie war ebenso Solistin beim Opera Forward Festival 2018.
Vreden nahm an der Uraufführung von Ein Fest für Mackie (2019) von Moritz Eggert im Schauspielhaus Bochum teil (Regie: Johan Simons).
2021 wurde sie mit ihrem Theaterkollektiv Johnny come lately, zu den Nieuwkomers bei Orkater ernannt, einer national operierenden Amsterdamer Kompanie, die zeitgenössisches Musiktheater macht.
2022 spielte sie solo in Mädchenschrift, einem Stück von Özlem Özgül Dündar über das Heranwachsen eines jungen Mädchens zur Frau, am Jungen Bochumer Schauspielhaus unter der Regie von Selen Kara.

## Fernsehen
- 2021: Edelfigurant (Komödie, NL, 1 Folge)[6]
- 2023: Eher fliegen hier UFOs (Spielfilm, D)
- seit 2022: WaPo Duisburg  (als Sekretärin Lena Preser)